# Sphodromerus rathjensi
Sphodromerus rathjensi är en insektsart som beskrevs av Boris Petrovich Uvarov 1936. Sphodromerus rathjensi ingår i släktet Sphodromerus och familjen gräshoppor.

## Underarter
Arten delas in i följande underarter:
- S. r. montanus
- S. r. rathjensi